# Fórum de Governança da Internet
O Fórum de Governança da Internet (do inglês: Internet Governance Forum), mais conhecido pelo acrônimo IGF, é um fórum que reúne múltiplos atores para discussão de políticas em aspectos de Governança da Internet. Ao reunir múltiplos atores, a estrutura do IGF é caracterizada pela governança multissetorial, ou pelo multissetorialismo - em contraste ao multilateralismo, que costuma ser limitado à ação dos governos. O estabelecimento do IGF foi formalmente anunciado pelo Secretário-Geral das Nações Unidas em julho de 2006 e se reuniu pela primeira vez em outubro de 2006.

Internet Governance Forum, Berlim, 2019

## Surgimento e Estrutura do IGF
A criação do Fórum de Governança da Internet foi recomendada pela primeira vez no relatório do Grupo de Trabalho em Governança da Internet, (GTGI), seguindo uma série de consultas abertas. Este relatório foi um dos assuntos discutidos na segunda fase da Cúpula Mundial sobre a Sociedade da Informação (CMSI), na cidade de Túnis em 2005, que formalmente criou o IGF e definiu seu mandato.
Depois de uma consulta aberta em fevereiro de 2006, o Secretário-Geral das Nações Unidas criou o Grupo de Aconselhamento (MAG - Multistakeholder Advisory Group) e o Secretariado como as entidades principais do IGF.

### Grupo de Aconselhamento (MAG)
O Grupo de Aconselhamento, conhecido pela sigla em inglês MAG (Multistakeholder Advisory Group), foi criado pelo ex-Secretário Geral das Nações Unidas, Kofi Annan em 17 de maio de  2006. O MAG foi constituído originalmente por 46 Membros de governos, do setor comercial público e privado, da sociedade civil, incluindo as comunidades acadêmicas e técnicas, e foi presidida por Nitin Desai, Conselheiro Especial do Secretário-Geral para a Cúpula Mundial sobre a Sociedade da Informação

### Secretariado
O Secretariado, baseado nos escritórios das Nações Unidas em Genebra, assiste e coordena o trabalho do Grupo de Aconselhamento (MAG). O Secretariado é dirigido por Markus Kummer, com a designação de Coordenador-Executivo, e Chengetai Massango, Gerente de Programa e Tecnologia.
Markus Kummer está também envolvido com o WGIG como Coordenador-Executivo de seu Secretariado.

## Papéis e Funções do Fórum
O funcionamento e as funções do Fórum serão multilaterais, multi-stakeholder, democráticas e transparentes, com uma estrutura leve e descentralizada e reuniões que podem ser realizadas em paralelo com as grandes conferências das Nações Unidas.
Com base na Agenda de Túnis para a Sociedade da Informação podemos citar os seguintes papéis e funções do fórum:
- Discutir questões de políticas públicas relacionados a elementos-chave da governança da Internet, a fim de promover a sustentabilidade, solidez, segurança, estabilidade e desenvolvimento da Internet;
- O discurso entre os organismos de lidar com diferentes transversais internacionais de políticas públicas relativas à Internet e discutir questões que não se enquadram no âmbito de qualquer órgão existente facilitar;
- Interface com as organizações intergovernamentais e outras instituições sobre as matérias de sua competência;
- Facilitar o intercâmbio de informações e melhores práticas, e, neste sentido fazer uso pleno dos conhecimentos especializados das comunidades acadêmicas, científicas e técnicas;
- Aconselhar todos os interessados em propor formas e meios para acelerar a disponibilidade e acessibilidade da Internet no mundo em desenvolvimento;
- Fortalecer e melhorar o engajamento das partes interessadas existentes e / ou futuros mecanismos de governança da Internet, particularmente aquelas de países em desenvolvimento;
- Identificar temas emergentes, trazê-los ao conhecimento dos órgãos competentes e ao público em geral, e, se necessário, fazer recomendações;
- Contribuir para o reforço das capacidades de governança da Internet nos países em desenvolvimento, confiando plenamente nas fontes locais de conhecimento e competência;
- Promover e avaliar, numa base contínua, a incorporação de princípios da CMSI em processos de governança da Internet;
- Discutir, nomeadamente, as questões relativas aos recursos críticos da Internet;
- Ajuda a encontrar soluções para os problemas decorrentes do uso e abuso da Internet, de particular interesse para os usuários todos os dias.

## História e Desenvolvimento do IGF

### Acompanhamento da CMSI
O IGF é considerado um desenvolvimento importante da Cúpula Mundial sobre a Sociedade da Informação. Esse importante resultado foi reafirmado nos parágrafos 37 e 38 dos Compromissos de Túnis em 2005.

### Formação do IGF
A necessidade de uma organização como o IGF foi apontada pela primeira vez no Relatório do WGIG. Depois de atingir um claro consenso entre seus membros, o WGIG propôs no parágrafo 40 do seu Relatório que:

"(o) WGIG identificou um vácuo no contexto das estruturas existentes, uma vez que que não há fórum global multiparticipativo que trate sobre assuntos relacionados às políticas públicas relacionadas à Internet. Concluiu-se que haveria mérito em criar um tal espaço para o diálogo entre todos os participantes. Esse espaço poderia tratar esses assuntos, bem como outros assuntos emergentes, que são inter-relacionados e multidimensionais e que afetam mais de uma instituição, não são tratados por nenhuma instituição ou não são tratados de forma coordenada"
O IGF foi uma das quatro propostas descritas no relatório. Sua concepção também foi proposta pela Argentina, conforme proposta enviada durante a última reunião preparatória (Prepcom 3), em Túnis:

De forma a reforçar a interação global multiparticipativa e a cooperação sobre assuntos relacionados a políticas públicas e aspectos desenvolvimentistas relacionados à governança da Internet, nós propomos um fórum. Este fórum não deverá substituir mecanismos ou instituições existentes, mas deve construir sobre as estruturas existentes de governança da Internet, deve contribuir para a sustentabilidade, estabilidade e robustez da Internet para tratar apropriadamente os assuntos relacionados às políticas públicas que não estão sendo adequadamente tratados de outra forma, excluindo o envolvimento cotidiano da operação da Internet. Ele deve ser constituído como um processo neutro, não-duplicante e não-vinculativo, de forma a facilitar a troca de informações e de melhores práticas e para identificar assuntos e dar a conhecer suas conclusões, de forma a proporcionar conscientização e proporcionar consenso e comprometimento. Ao reconhecer o rápido desenvolvimento da tecnologia e das instituições, nós propomos que o funcionamento do fórum seja periodicamente revisto, de maneira a determinar a necessidade de sua continuação. 
A convocação do IGF foi anunciada em 18 de julho de 2006. A reunião inaugural do Fórum foi realizada em Atenas, Grécia, de 30 de Outubro a 2 de novembro de 2006.

### Consultas
Houve duas rodadas de consultas no que diz respeito à convocação do primeiro IGF:
1. 16 - 17 de fevereiro de 2006 - A primeira rodada de consultas foi realizada em Genebra. As transcrições dos dois dias de consultas estão disponíveis no site do IGF;[1][1]
2. 19 de maio de 2006 - A segunda rodada de consultas foi aberta a todas as partes interessadas e foi coordenada para os preparativos da reunião inaugural do IGF. O presidente da reunião foi Nitin Desai, Conselheiro Especial do Secretário-Geral das Nações Unidas para Governança da Internet.[1]

#### A segunda reunião do IGF
As consultas realizadas em Genebra em 23 de maio de 2007 foram abertas a todos os interessados. Esta consulta foi parte de um conjunto de eventos relacionados à CMSI, que ocorreu entre 15 e 25 de maio de 2007. Um grupo consultivo também foi providenciado para a reunião do IGF no Rio de Janeiro. As consultas abertas foram realizadas em 3 de setembro de 2007, em Genebra.
Síntese de consultas e reuniões do IGF:
| Data                            | Evento                                                                   |
| ------------------------------- | ------------------------------------------------------------------------ |
| 16 - 18 Novembro de 2005        | Segunda Fase da CMSI em Tunis                                            |
| 16 – 17 Fevereiro de 2006       | Primeira Roda de Consultas                                               |
| 2 Março de 2006                 | Estabelecimento do Secretariado do IGF                                   |
| 19 Maio de 2006                 | Segunda Roda de Consultas                                                |
| 22 – 23 Maio de 2006            | Estabelecimento e Primeira Reunião do MAG Grupo de Aconselhamento do IGF |
| 18 Julho de 2006                | Reunião do IGF                                                           |
| 7 – 8 Setembro de 2006          | Segunda Reunião do MAG Grupo de Aconselhamento do IGF                    |
| 30 Outubro – 2 Novembro de 2006 | Encontro de Abertura do IGF em Atenas                                    |
| 12 - 15 de Novembro de 2007     | Segundo Encontro do IGF no Rio de Janeiro, Brasil                        |
| 13 Maio de 2008                 | Consultas Públicas                                                       |
| 14-15 Maio de 2008              | Encontro do Grupo de Aconselhamento do IGF (MAG)                         |

O terceiro encontro do IGF ocorreu em Hyderabad, Índia de 3 a 6 de Dezembro de 2008.
O governo do Egito ofereceu-se para sediar o encontro do IGF 2009, enquanto os governos da Lituânia e Azerbaijão se candidataram para o encontro de 2010.

## Mandato e Resultados
O mandato do IGF é principalmente o de um fórum de discussão para facilitar o diálogo entre os participantes. O IGF pode "identificar assuntos emergentes, trazê-los à atenção dos grupos relevantes e do público em geral e, onde apropriado, fazer recomendações", mas não tem nenhuma autoridade direta para tomada de decisões.

## Atividades no IGF
As seguintes atividades acontecem no IGF: Oficinas de Trabalho (Workshops), Fóruns de Melhores Práticas, Fóruns Abertos e encontros das Coalizões Dinâmicas.

Os temas principais do IGF são: abertura, segurança, diversidade e acesso. Um novo tema foi introduzido no IGF Brasil: recursos críticos da Internet, um dos tópicos mais polêmicos no campo da Governança da Internet no momento.

### Coalizões Dinâmicas
Os resultados mais palpáveis do primeiro IGF em Atenas são as assim chamadas Coalizões Dinâmicas. Estas coalizões são grupos relativamente informais, focados em assuntos específicos e compostos pelos participantes do IGF interessados em cada assunto.

A maioria das coalizões permite a participação de qualquer pessoa interessada em contribuir. Assim, estes grupos reúnem não apenas acadêmicos e representantes de governos, mas também membros da sociedade civil interessados em participar dos debates e engajados nos trabalhos das coalizões.

Até o momento, as seguintes Coalizões Dinâmicas chamaram a atenção do Secretariado do IGF:
- The StopSpamAlliance  (AliançaAntiSpam);
- Dynamic Coalition on Privacy  (Coalizão Dinâmica Sobre Privacidade);
- The IGF Dynamic Coalition on Open Standards IGF DCOS  (Coalizão do IGF Sobre Padrões Abertos);
- The Dynamic Coalition on Access and Connectivity for Remote, Rural and Dispersed Communities  (Colisão Dinâmica Sobre Acesso e Conectividade para as Comunidades Remotas, Rurais e Dispersas);
- Dynamic Coalition on the Internet Bill of Rights  (Coalizão Dinâmica Sobre a Declaração de Direitos da Internet);
- Dynamic Coalition for Linguistic Diversity  (Coalizão Dinâmica Para a Diversidade Lingüística);
- A2K@IGF Dynamic Coalition  (Coalizão Dinâmica A2K@IGF - do inglês Access to Knowledge, Acesso ao Conhecimento);
- Freedom of Expression and Freedom of the Media on the Internet FOEonline  (Liberdade de Expressão e Liberdade da Mídia na Internet);
- Online Collaboration Dynamic Coalition  (Coalizão Dinâmica de Colaboração On-line);
- Gender and Internet Governance GIG (Gênero e Governança da Internet);
- Framework of Principles for the Internet (Estrutura de Princípios Para a Internet);
- Dynamic Coalition on Child Online Safety (Coalizão Dinâmica Sobre Segurança da Criança On-line);
- Dynamic Coalition on "Accessibility and Disability"  (Coalizão Dinâmica Sobre "Acessibilidade e Deficiência");
- Dynamic Coalition for Online Education (Coalizão Dinâmica Para a Educação On-line).

### Oficinas de Trabalho
Em 2007, o IGF contou com diversas oficinas de trabalho  que atraíram grande interesse do público. Em particular, o tema de proteção à criança foi um dos tópicos que contou com maior participação.
Para 2008 a página da sessão principal do IGF estipula que oficinas  podem ser propostas:
- Universalização da Internet - Como atingir o próximo bilhão (Expandindo a Internet);
- Acesso sustentável de baixo custo;
- Multilinguismo;
- Implicações para políticas de desenvolvimento;
- Gerenciamento a Internet (Usando a Internet);
- Recursos críticos da Internet;
- Arranjos para Governança da Internet;
- Cooperação global para segurança e estabilidade da Internet;
- Taking stock and the way forward;
- Assuntos emergentes.

As seguintes oficinas de trabalho haviam sido propostas até 15 de maio de 2008. Estas propostas serão revistas, visando reduzi-las a um número razoável de oficinas.
| Propostas | Tema da Oficina               |
| --------- | ----------------------------- |
| 15        | Acesso                        |
| 9         | Diversidade                   |
| 15        | Abertura                      |
| 21        | Segurança                     |
| 13        | Recursos Críticos da Internet |
| 9         | Desenvolvimento               |
| 6         | Capacitação                   |
| 17        | Outros                        |

## Encontros
Até o momento o Fórum teve encontros anuais, incluindo dois no Brasil. Os resultados são registrados nos anais, disponíveis gratuitamente online. Abaixo os anos e os títulos dos anais (proceedings)
- IGF I - Atenas, Grécia - 2006
- IGF II - Rio de Janeiro, Brasil - 2007. Internet Governance Forum (IGF) - The First Two Years
- IGF III - Hyderabad, Índia - 2008. Internet for All
- IGF IV - Sharm El Sheikh, Egito - 2009. Internet Governance: Creating Opportunities for All
- IGF V - Vilnius, Lituânia - 2010. Developing the future together
- IGF VI - Nairóbi, Quénia - 2011. Internet as a Catalyst for Change: Access, Development, Freedoms and Innovations
- IGF VII - Baku,  Azerbaijão - 2012. Internet Governance For Sustainable Human, Economic and Social Development
- IGF VIII - Bali, Indonésia - 2013. Building Bridges – Enhancing Multistakeholder Cooperation for Growth and Sustainable Development
- IGF IX - Instanbul, Turquia - 2014. Connecting Continents for Enhanced Multistakeholder Internet Governance
- IGF X - João Pessoa, Brasil - 2015. Evolution of Internet Governance: Empowering Sustainable Development
- IGF XI - Jalisco, México - 2016. Enabling Inclusive and Sustainable Growth
- IGF XII - Genebra, Suíça - 2017. Shape Your Digital Future!
- IGF XIII - Paris, França - 2018. The Internet of Trust
- IGF XIV - Berlim, Alemanha - 2019. One World. One Net. One Vision
- IGF 2020: hosted online. Internet for human resilience and solidarity
- IGF 2021: Katowice, Poland. Internet United
- IGF 2022: Addis Ababa, Ethiopia. Resilient Internet for a Shared Sustainable and Common Future
- IGF 2023: Kyoto, Japan. The Internet We Want - Empowering All People

### I IGF Atenas 2006
A página web do evento contém informações interessantes sobre o primeiro IGF.

### II IGF Rio 2007
Aconteceram 84 eventos em paralelo com as sessões principais, organizados segundo os temas : (i) recursos críticos da Internet; (ii) acesso; (iii) diversidade; (iv) abertura e (v) segurança. Houve 36 oficinas de trabalho, 23 fóruns de melhores práticas, 11 encontros de coalizões dinâmicas, 8 forums abertos e 6 eventos cobrindo outros aspectos (como o Simpósio Giganet.).
A página web do evento contém o registro em audio e vídeo das sessões plenárias e de alguns eventos paralelos tais como oficinas de trabalho, forums abertos e de melhores práticas, bem como ferramenta para tradução para Árabe.
Com relação a participação por região, em torno de 35% dos participantes vieram da América Latina e Caribe dos quais 29% do país hospedeiro (Brasil).
Outras estatísticas interessantes também podem ser vistas, tais como:
| Região                  | Participação |
| ----------------------- | ------------ |
| América Latina e Caribe | 35%          |
| Europa Ocidental        | 20%          |
| América do Norte        | 13%          |
| Ásia                    | 13%          |
| África                  | 10%          |
| Europa Oriental         | 7%           |
| Oceania                 | 2%           |

### III IGF Hyderabad 2008
A Índia foi o país sede da terceira edição do IGF, realizada entre os dias 3 e 6 de Dezembro em Hyderabad. Os assuntos principais discutidos em cada dia do encontro foram:
Primeiro dia
Tema: Chegando até o próximo bilhão.
Painel de discussão: (i) Acesso (ii) Multilinguismo.
Segundo dia
Tema: Promover a Ciber-Segurança e Confiança
Painel de discussão: (i) Dimensões da segurança cibernética e ciber-crime (ii) Fomentar a segurança, privacidade e abertura.
Terceiro dia
Tema: Gerenciamento de recursos críticos Internet
Painel de discussão: (i) Transição do IPv4 para o IPv6 (ii) Arranjo global, regional e nacional.
Quarto dia
Sessões principais: (i) Assuntos emergentes: A Internet de amanhã (ii) Inovação e da evolução da Internet (iii) Balanço Geral e o Caminho a Seguir.

### IV IGF Sharm el Sheikh 2009
O quarto encontro do IGF foi realizado em Sharm el Sheikh, no Egito, entre os dias 15 e 18 de Novembro. "Governança da Internet - Criando oportunidades para todos" foi o título do encontro.
As sessões principais foram focadas nos seguintes pontos: recursos críticos da Internet; segurança; abertura e privacidade; acesso e diversidade; Governança da Internet e os princípios da WSIS; Balanço e perspectivas - sobre a conveniência da continuação do Fórum; questões emergentes: impacto das redes sociais.
Um dos focos principais do IGF 2009 foi incentivar a participação de jovens em relação a questões sobre Governança da Internet. Vídeos do forum estão disponíveis em http://www.un.org/webcast/igf/ondemand.asp.

### V IGF Vilnius, Lituania 2010
O quinto encontro do IGF foi realizado na cidade de Vilius, na Lituânia entre os dias 14 e 17 de Setembro de 2010. Este encontro foi palco para o encerramento do primeiro mandato do IGF. Diversas empresas estiveram presentes, realizando workshops e palestras durante o evento. A SaferNet é um exemplo de empresa que realizou o workshop: Child online protection in Latin America: building a framework for developing countries. A transmissão do mesmo foi aberta ao público por meio da Universidade Federal da Bahia. Dentre as questões abordadas durante o evento estiveram os temas: Direitos Humanos, Segurança e Governança na Internet. Através da participação remota em Salvador foram feitas diversas perguntas sobre desafios nos países em desenvolvimento aos especialistas que responderam ao vivo.

### VI IGF Quênia
O sexto encontro foi realizado de 27 a 30 de setembro de 2011, em Nairobi, Quênia.

#### VII IGF Azerbaijão
O Sétimo encontro foi realizado em 2012, em Baku, Azerbaijão.

## IGF e suas discussões
Em dezembro de 2008, foi publicado um artigo no blog do Ministério da Cultura do Brasil que tentava definir a maturidade do IGF nos assuntos relacionados à governança na internet. Os trechos a seguir foram retirados do mesmo e conseguem definir de forma clara e objetiva as necessidades e objetivos do Fórum. “O IGF, processo com cinco anos de duração, iniciado em 2006, em Atenas, é uma resposta à necessidade de se ter um mecanismo internacional e inclusivo dos vários segmentos da sociedade – governo, terceiro setor, setor produtivo – para discutir e chegar a consensos sobre as questões e regras de funcionamento para a Internet. Esse instrumento de comunicação e transação com abrangência mundial transforma-se, cotidianamente, em uma ferramenta de desenvolvimento sócio-econômico e cultural das sociedades e dos países.”. “As discussões do Fórum estão divididas em cinco aspectos principais. Um sobre a questão do acesso, em que os custos e as oportunidades para se usar a rede são analisados. Outro está relacionado com a diversidade, ou seja, o respeito às diferenças culturais, religiosas, econômicas de cada região. Outro foco é chegar a consensos sobre a questão da segurança na rede, em que temas como crimes cibernéticos, privacidade, identificação/anonimato são avaliados. A questão da abertura da rede, ou seja, sua capacidade de garantir a liberdade de expressão e o livre fluxo de informação, ideias e conhecimento são itens que também estão na pauta. O último aspecto e, possivelmente, um dos mais importantes, está relacionado com os recursos críticos da internet, em que os limites de algumas decisões técnicas podem ter impacto direto na sua restrição ou ampliação de opções aos usuários.”
O consultor especial do Secretário-Geral da Organização das Nações Unidas (ONU), Nitin Desai, encerrou o terceiro dia do IGF que ocorreu no ano de 2008 analisando o IGF como sendo um avaliador de questões do ponto de vista não apenas técnico, mas social, político e econômico. Finalizando, ele reafirmou a importância de se debater todos esses aspectos tendo o interesse e as preocupações dos usuários da rede como principal foco.